# 太宰府市立学業院中学校
太宰府市立学業院中学校（だざいふしりつがくぎょういんちゅうがっこう）は、福岡県太宰府市にある公立中学校。

## 沿革
この地に存在した宮村高等女学校の校舎の一部を借りる形で、太宰府町水城村学校組合立学業院中学校として昭和22年（1947年）4月1日に開校。昭和24年（1949年）5月9日、宮村女子商業学校の理事長であった宮村吉蔵によって、宮村女子商業学校の土地と校舎が町に寄贈される。昭和30年（1955年）3月1日の新町制施行にともない太宰府町立学業院中学校となり、昭和57年（1982年）4月1日の市制施行によって今にある太宰府市立学業院中学校となった。

## 所在
- 福岡県太宰府市観世音寺3-11-1

## 生徒数
- 756人（2006年度現在）

## 余話
- 校名の由来は、754年から11世紀の半ば頃までこの地に存在した、大宰府政庁の役人養成学校たる学業院にある。当校のわずか東方（観世音寺の近場）の一角には『学校院跡』として往時の学業院の痕跡が示されている。

- ちなみに名称の性格上私立の学校と勘違いされやすいが、この学校は太宰府市立の公立の中学校である。

## クラブ活動

### 運動部
- サッカー部
- 野球部
- 陸上部
- 男子ソフトテニス部
- 女子ソフトテニス部
- 男子バレー部
- 女子バレー部
- 男子バスケットボール部
- 女子バスケットボール部
- バドミントン部
- 男子卓球部
- 女子卓球部
- 剣道部
- 柔道部

### 文化部
- 吹奏楽部
- 科学部
- 美術部
- 放送部

## 著名な出身者
- 徳永玲子（ローカルタレント）
- 橋本梨紗（バレーボール選手）
- 井本勝幸（僧侶）
- 岡澤アキラ

## 周辺
- 大宰府政庁跡

大宰府跡地。国指定特別史跡。東方に存在。
- 戒壇院

禅宗の寺院。東方に存在。
- 観世音寺

天台宗の寺院。東方、戒壇院に隣接して存在。
- 苅萱関跡

新古今和歌集にも詠まれた古い関所『苅萱関』（かるかやのせき）の遺跡。わずか西方に存在。
- 老松神社

菅原道真を祀る神社。西方の水城街区一丁目地点に存在。
- 坂本八幡宮

令和で有名な万葉集の舞台になった場所